# Кримини
Кримини или Кримин (на гръцки: Κριμήνιο, Криминио или Κριμήνι, Кримини, катаревуса: Κριμήνιον, Криминион) е село в Егейска Македония, Република Гърция, дем Горуша (Войо), област Западна Македония.

## География
Селото е разположено на 730 m надморска височина, в областта Населица на 20-ина километра югозападно от Неаполи (Ляпчища) в югоизточното подножие на планината Горуша (Войо). Името на селото произлиза от кремен – диалектна форма на кремък. Селото се дели на две махали Дзердзел и Вароси.

## История

### В Османската империя
Според местните легенди селото е родено след разрушаването на две села в района. В западните склонове на върха Палиокримини (в превод Старо Кримини), на много планинско и недостъпно място, близо до Селско (Кипсели), е имало едноименно село Кримини, което е било разрушено от нашествията на албанците в началото на XVIII век. Жителите му са принудени да го напуснат и търсят убежище чак в Битоля, Костур, Селица, Стихази и Долос. Повечето обаче идват на това място и основават новото Кримини. Второто унищожено село е Церо, близо до Либохово.
Криминският мост на Праморица е построен в 1802 година. В 1870 година край Кримини е построена църквичката „Свети Атанасий“.
Александър Синве („Les Grecs de l’Empire Ottoman. Etude Statistique et Ethnographique“) в 1878 година пише, че в Кремини (Crèmini), Сисанийска епархия, живеят 480 гърци.
В 1889 година Стефан Веркович посочва Криминъ като село със 78 къщи, 119 брачни двойки, 306 мъже и 293 жени, всички българи. Веркович пише:
| „ | На два часа северно от Ляпчища се намира християнското село Кримин, състоящо се от 78 къщи, които плащат 7980 пиастри данък и 3400 инание-аскерие. В селото има едно училище. Жителите се занимават със земеделие. В градините се раждат много плодове и овощи. | “ |

Според статистиката на Васил Кънчов („Македония. Етнография и статистика“) в 1900 Кримин (Кремени) има 487 жители гърци християни.
На Етнографската карта на Битолския вилает на Картографския институт в София от 1901 година Кремени е чисто гръцко село в казата Населица на Серфидженския санджак с 90 къщи.
По данни на секретаря на Българската екзархия Димитър Мишев в 1905 година в Кремене има 450 гърци.
Според статистика на Серфидженския санджак на гръцкото консулство в Еласона от 1904 година в Криминион (Κριμίνιον), Населишка каза, живеят 425 гърци елинофони християни.
В периода XVII – XIX век селището е от най-значимите строителни средища. Съхранени са изключително интересни черкви строени от кримински майстори из Южна Македония и Епир, като например в Москополе. Криминци са били и главните строители на храмове из атонските манастири.

### В Гърция
През Балканската война в 1912 година в селото влизат гръцки части и след Междусъюзническата в 1913 година Кримин остава в Гърция.
Населението традиционно произвежда жито, тютюн, картофи и други земеделски продукти, като се занимава и със скотовъдство.
| Година    | 1913 | 1920 | 1928 | 1940 | 1951 | 1961 | 1971 | 1981 | 1991 | 2001 | 2011 | 2021 |
| --------- | ---- | ---- | ---- | ---- | ---- | ---- | ---- | ---- | ---- | ---- | ---- | ---- |
| Население | 540  | 309  | 335  | 255  | 109  | 84   | 60   | 161  | 142  | 90   | 45   | 40   |

## Личности
Родени в Кримини
- Аргир Кримински, зограф от XIX век
- Дионисий (XVIII век), игумен на Зографския манастир
- Павел Йоанович (XVIII век - след 1842), български архитект, строител на църквата в Рилския манастир
- Герман Лямадис (1884 – 1965), гръцки духовник, участник в гръцката въоръжена пропаганда в Македония